# Nikolái Karakúlov
Nikolai Karakulov (Unión Soviética, 10 de agosto de 1918-10 de marzo de 1988) fue un atleta soviético especializado en la prueba de 200 m, en la que consiguió ser campeón europeo en 1946.

## Carrera deportiva
En el Campeonato Europeo de Atletismo de 1946 ganó la medalla de oro en los 200 metros, llegando a meta en un tiempo de 21.6 segundos, por delante del noruego Haakon Tranberg (plata con 21.7 segundos) y el checoslovaco Jiří David (bronce con 21.8 segundos).
Cuatro años después, en el Campeonato Europeo de Atletismo de 1950 ganó la medalla de oro en los relevos de 4x100 metros, con un tiempo de 41.5 segundos, por delante de Francia y Suecia (bronce con 41.9 segundos).